# バンバラピティヤ
バンバラピティヤ（シンハラ語: බම්බලපිටිය、タミル語: பம்பலப்பிட்டி、英語: Bambalapitiya）は、スリランカの都市コロンボの一地域。市の南西沿岸部に位置する。住所表記の地区番号はコロンボ4。
バンバラピティヤはコロンボ中心部から南部に向かう幹線道路のゴールロードから1.5km程度の範囲をその領域としている。西側はインド洋に面しており、東はハーベロック・タウン地区と接する。19世紀初頭のバンバラピティヤは、ヘビが出没するジャングルであったと言われている。当時この辺りにはカシューの木が多く見られたという。奥深いジャングルには無法者が潜み、コロンボ-ゴール間の荷馬車をたびたび強奪していた。
地域の南端には、スリランカ有数のカトリックスクールであるセントピーターズ・カレッジがあり、また同じくHoly Family Conventもこの地に居を構えている。また、大型ショッピングモールのマジェスティック・シティには多くの店舗やブティック、それに映画館やフードコート、スーパーマーケットが入居しており、地元の若者や買い物客で賑わっている。その隣には、IT専門店が多く集まるショッピングセンターのユニティ・プラザも存在する。その他、バンバラピティヤには民間のIT教育機関なども多く立地している。